# Golo, Ig
Golo este o localitate din comuna Ig, Slovenia, cu o populație de 334 de locuitori.